# Aderus fuscofemoratus
Aderus fuscofemoratus es una especie de coleóptero de la familia Aderidae. Fue descrita científicamente por Maurice Pic en 1927.

## Distribución geográfica
Habita en Tonkín (Vietnam).